# Spilosoma eogena
Spilosoma eogena är en fjärilsart som beskrevs av Walker 1862. Spilosoma eogena ingår i släktet Spilosoma och familjen björnspinnare. Inga underarter finns listade i Catalogue of Life.